# Vogošća
Vogošća (en cyrillique : Вогошћа) est une ville et une municipalité de Bosnie-Herzégovine située dans le canton de Sarajevo et dans la fédération de Bosnie-et-Herzégovine. Selon les premiers résultats du recensement bosnien de 2013, la ville intra muros compte 11 216 habitants et la municipalité 27 816.

## Géographie

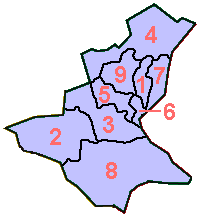
Canton de Sarajevo - Vogošća correspond au n°9.

Vogošća est située à 6 km du centre de Sarajevo, 70 km de Zenica et 100 km de Tuzla. La municipalité de Vogošća est entourée par celles d'Ilijaš au nord et à l'ouest, Novi Grad (Sarajevo) et Novo Sarajevo au sud et Centar (Sarajevo) à l'est.
La ville, traversée par la rivière Vogošća, se trouve au bord de la Bosna.

## Histoire
Le monument de la libération nationale, érigé en l'honneur de 62 Partisans et travailleurs illégaux, a été conçu par Zlatko Ugljen et construit en 1969.

## Localités

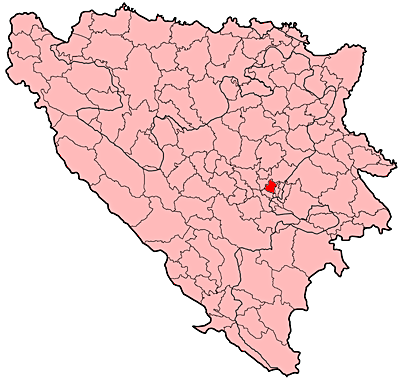
Localisation de la municipalité de Vogošća en Bosnie-Herzégovine

La municipalité de Vogošća compte 21 localités :
| - Blagovac - Budišići - Donja Vogošća - Garež - Gora - Grahovište - Hotonj - Kamenica - Kobilja Glava - Kremeš - Krivoglavci | - Ljubina-Poturovići - Nebočaj - Perca - Semizovac - Svrake - Tihovići - Uglješići - Ugorsko - Vogošća - Vrapče |

## Démographie

### Villeintra muros

#### Évolution historique de la population dans la villeintra muros
| 1948 | 1953 | 1961  | 1971  | 1981  | 1991   | 2013   |
| ---- | ---- | ----- | ----- | ----- | ------ | ------ |
| -    | -    | 5 807 | 6 703 | 7 619 | 10 598 | 11 216 |

|  |

### Évolution historique de la population dans la municipalité
| 1971   | 1981   | 1991   | 2013   |
| ------ | ------ | ------ | ------ |
| 14 402 | 18 663 | 24 647 | 27 816 |

### Répartition de la population par nationalités dans la municipalité (1991)
En 1991, sur un total de 24 647 habitants, la population se répartissait de la manière suivante :

## Politique
À la suite des élections locales de 2012, les 25 sièges de l'assemblée municipale se répartissaient de la manière suivante :
| Parti                                                               | Sièges |
| ------------------------------------------------------------------- | ------ |
| Parti d'action démocratique (SDA)                                   | 11     |
| Parti social-démocrate (SDP)                                        | 4      |
| Alliance pour un meilleur avenir de la Bosnie-Herzégovine (SBB BiH) | 3      |
| Union sociale-démocrate de Bosnie-Herzégovine (SDU BiH)             | 3      |
| Parti pour la Bosnie-Herzégovine (SBiH)                             | 2      |
| Parti patriotique de Bosnie-Herzégovine-Sefer Halilović (BPS)       | 1      |
| Notre parti (NS)                                                    | 1      |

Edin Smajić, membre du Parti d'action démocratique (SDA), a été élu maire de la municipalité.